# Merimbula
Merimbula (/məˈrɪmbjələ/) est une ville australienne située dans la zone d'administration locale de la vallée de la Bega en Nouvelle-Galles du Sud. 

## Géographie
La ville est située au sud-est de la Nouvelle-Galles du Sud sur la côte de Saphir de la mer de Tasman, à mi-distance entre Melbourne et Sydney. Elle est baignée par le lac Merimbula. Elle a principalement une activité touristique.

## Démographie
| 2011  | 2016  | 2021  |
| ----- | ----- | ----- |
| 3 278 | 3 544 | 3 821 |